# سورنسون (کالیفرنیا)
سورنسون (به انگلیسی: Sorenson) یک منطقهٔ مسکونی در ایالات متحده آمریکا است که در شهرستان آلامدا، کالیفرنیا واقع شده‌است. سورنسون ۲۴ متر بالاتر از سطح دریا واقع شده‌است.